# Palmetto Leaves

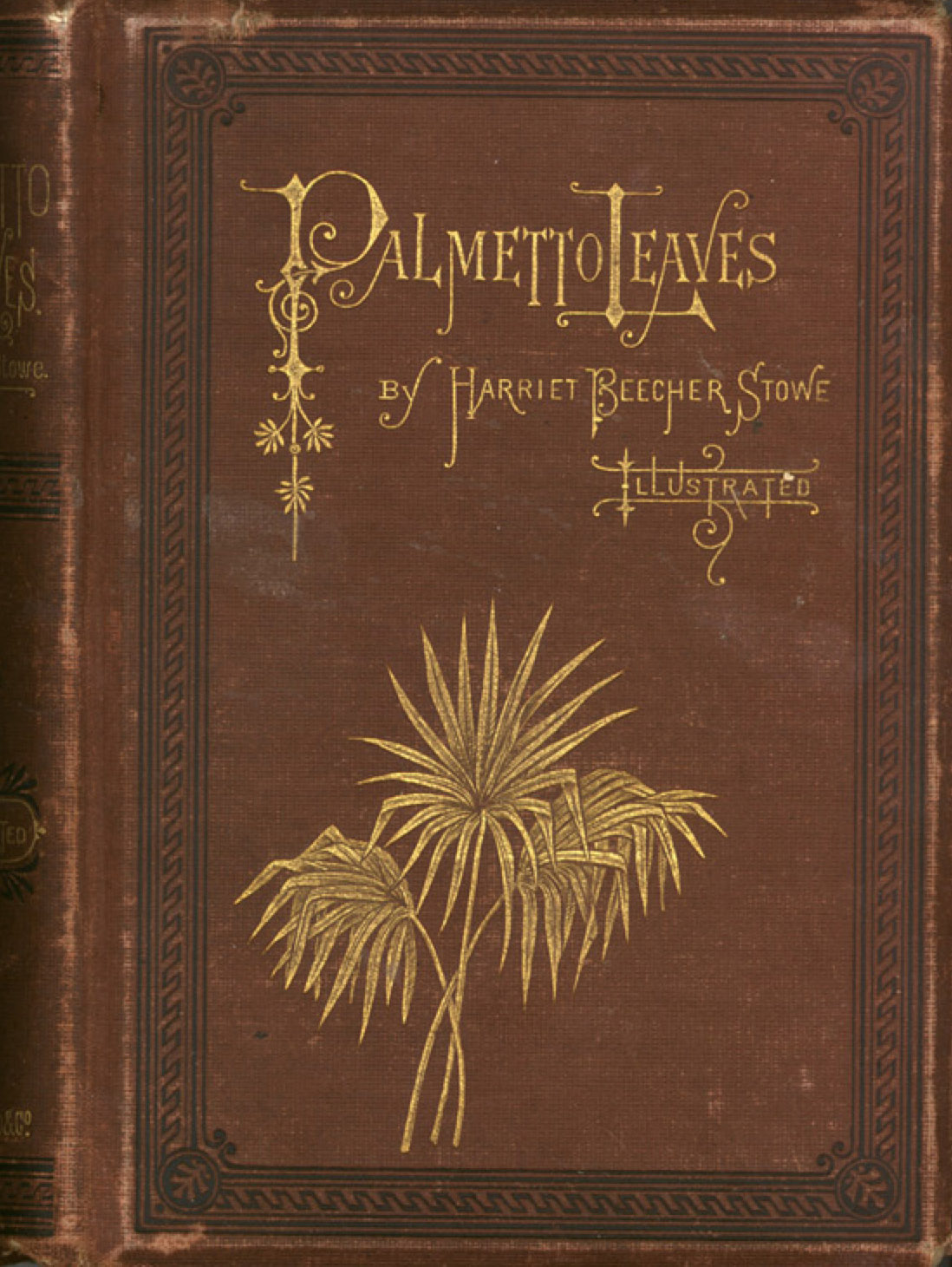
Couverture d'une édition illustrée de Palmetto Leaves.

Palmetto Leaves sont des Mémoires et guide touristique écrits par Harriet Beecher Stowe sur ses hivers dans la ville de Mandarin en Floride, et publiés en 1873.

## Histoire
Déjà célèbre pour avoir écrit La Case de l'oncle Tom (1852), Stowe s'installe en Floride après la guerre de Sécession (1861-1865). Elle achète une plantation près de Jacksonville afin que son fils puisse prendre un nouveau départ dans la vie et s'y remettre des blessures qu'il avait reçues alors qu'il était un soldat de l'Union. Après avoir rendu visite à son fils, Stowe est devenue si éprise de la région qu'elle achète une habitation et une orangerie pour elle-même et y passe ses hivers jusqu'en 1884.
Des extraits de Palmetto Leaves sont publiés dans un journal géré par le frère de Stowe, comme une série de lettres et d'essais sur la vie dans le nord de la Floride.
Stowe estimait qu'il était de son devoir de contribuer à améliorer la vie des Noirs nouvellement émancipés et a détaillé ses efforts pour ouvrir à Mandarin une école et une église à ces fins. Des parties de l'ouvrage concernent la vie des Afro-Américains et les coutumes locales. Stowe décrit le charme de la région et son climat généralement modéré, conseillant des personnes qui demandent son avis concernant une installation en Floride qui est à l'époque encore principalement peu peuplée. Bien que cette œuvre soit mineure dans la vie de Stowe, Palmetto Leaves est l'un des premiers guides de voyage écrits sur la Floride et il stimula le premier boom touristique de la Floride et le développement résidentiel dans les années 1880.